# Mario Pittoni
Mario Pittoni (Udine, 28 novembre 1950) è un politico italiano.

## Biografia
È giornalista pubblicista dal 1981. Senatore della Repubblica nelle XVI e XVIII legislature (2008-2013; 2018-2022), al termine del mandato parlamentare è nominato esperto in materia di istruzione del Governo della XIX legislatura (2023), su istanza del Ministro per gli Affari Regionali e le Autonomie, recepita dalla Presidenza del Consiglio dei Ministri.
Dopo il conseguimento dell'obbligo scolastico si avvale della formazione nel lavoro, prima nel settore giornalistico, poi in quello delle politiche formative con la Lega Nord, divenendo noto come tecnico di questioni scolastiche per gli interventi normativi realizzati sulla scorta di un confronto diretto con docenti e studenti.
Ha lavorato nell’industria automobilistica, dirigendo una società concessionaria di automobili e motocicli e curando, contemporaneamente, l’ufficio stampa del pluricampione della della Rally Dakar, Edi Orioli.
Alle elezioni politiche del 2008 viene eletto al Senato della Repubblica nella circoscrizione elettorale del Friuli-Venezia Giulia.
In Parlamento diviene membro del Gruppo di collaborazione Senato-UNESCO, oltre che capogruppo in diverse commissioni permanenti e speciali, occupandosi di istruzione, università e ricerca, politiche dell’Unione Europea e di Vigilanza Rai.
Nel 2013 è candidato alla Camera dei Deputati, senza tuttavia essere eletto. Dallo stesso anno è consigliere comunale a Udine, carica ricoperta fino al 2023.  Continua a rivestire un ruolo politico, assumendo gli incarichi di responsabile del dipartimento Scuola della Lega e presidente della Lega Salvini FVG.
Alle elezioni politiche del 2022 non si ricandida, cessando così dal 13 ottobre 2022 il suo mandato di parlamentare.
Pittoni è stato promotore del programma politico di riforma del reclutamento dei docenti e del personale amministrativo, tecnico e ausiliario della scuola statale su base regionale, salvaguardando la libertà di scelta personale, con l'abolizione della cosiddetta "chiamata diretta" dei docenti dal dirigente scolastico.
Ha sostenuto, in considerazione del suo percorso professionale, l'applicazione delle politiche europee per l'apprendimento permanente volte a valorizzare in prospettiva lavorativa la formazione extra-scolastica.
Nell’ambito della riforma universitaria, ottiene l'introduzione di un sistema di finanziamento che, ispirato ai meccanismi del federalismo fiscale, progressivamente abbandonasse la spesa “storica” a favore di criteri basati sulla premialità per la qualità dei risultati ottenuti nelle attività didattiche e di ricerca e sul costo standard per studente.
Il senatore ha inoltre depositato emendamenti, poi recepiti dalla Legge n. 240/2010, volti ad introdurre un piano permanente di orientamento degli studenti per la scelta di percorsi universitari che garantiscano uno sbocco lavorativo, l’ampliamento della rappresentanza elettiva degli studenti e dei docenti nell’ambito degli organi di governo accademico e l’estensione a tutte le università dell’obbligo di realizzare un codice etico della comunità universitaria (al fine di determinare i valori fondamentali di rispetto dei diritti e dei doveri individuali nonché delle regole di condotta in ambito collettivo, per evitare ogni forma di discriminazione sociale e i casi di conflitto d’interessi).
Attualmente è responsabile del dipartimento Istruzione della Lega e direttore di Lega Flash, il bollettino di informazione politica del Carroccio, da lui stesso fondato nel 1994.